# 戶田菜穗
戶田菜穗（日语：／ Toda Naho，1974年3月13日—），日本女演員。出身於廣島縣廣島市。Horipro所屬。身高165cm。A型血。

## 來歷
1990年，高中2年級的戶田菜穗在國際花與綠博覽會舉辦的「第15屆Horipro藝人發掘隊」上，從約34,000名參賽者中脫穎而出，成為大獎得主。
隔年，即1991年，17歲的她作為演員首次亮相，在經紀公司的前輩鈴木保奈美主演的特別電視劇《五月風》裡飾演咖啡店女服務員一角。同年首次主演電視劇《憂鬱的葡萄》，並在富士電視台播出。
1993年上半年，她以NHK連續電視小說《好老婆》飾演女主角朝倉（宇佐美）悠希一角而聞名全國。
1998年至2003年，以富士電視台系列電視劇《庶務二課》飾演秘書課杉田美園這一滑稽的角色，受到好評。
2003年，主演了本身第一部電影《公車站換衣服的女人》，這個角色生動地背叛了她以往安靜的形象。
2010年3月，她的經紀公司宣布與比她小一歲的醫生訂婚。該醫生在東京一家醫院工作，2009年7月，戶田在一次熟人晚宴上認識了身高175cm、愛好運動的醫生，兩人一拍即合。婚禮於2010年10月17日在明治神宮舉行，同日在東京的酒店舉行婚宴。
2012年2月10日下午2點23分，她在東京的醫院生下了3,606g的大女兒。2014年4月7日，二女兒出生。
2018年至2020年，擔任《NHK俳句》（2018、2019年第3週、2020年第1週）主持人。

## 逸事

### 學生時代
上小學的時候，她常常收看熱門歌唱節目《The Best Ten》，受到比自己大3歲的表姊的影響，成為了苦柿隊藥昆（藥丸裕英）的粉絲。另外，在女演員中她喜歡岸惠子和石田步美。中學時期，她努力學習並通過觀看電視劇《偶像媽咪》（TBS），並成為與她同齡的後藤久美子的粉絲。此時的她雖然對娛樂圈（尤其是演戲）有一定的敬佩，但她認為那是一個「遙遠的世界」。
高中2年級時，她將來的夢想還沒有確定，但她開始想自己不想這樣留在廣島，很想去東京。後來，她偶然在一家書店，看到選秀雜誌《De View》（出道）上有「Horipro藝人發掘隊」的選秀專欄。上面寫著「這是我們第一次招募女演員」，因此她決定去報名。
父母認為她永遠不會被錄取，卻被她說服了，並讓他們在同意書上蓋章，儘管認為自己不可能會通過，但還是通過了試鏡。在全國比賽上，評審Osugi嚴厲地評論道「妳知道世界上也有一些黑暗的地方嗎？」，她幾乎要放棄了，心想「這樣不行」。然而，當她在大獎賽宣布之前在後面等待頒獎時，其中一位評審千葉真一走過來對她說「有一天我們一起表演吧」，她回憶道「我記得自己當時想『呃，也許吧?!』，這是我第一次進入演藝圈」。

### 演員出道
高3的暑假搬到東京，但由於出身農村，根本沒有學過表演就以演員出道。因此，在其首部主演作品《憂鬱的葡萄》中，她接受了「草編袋中的紙張如何處理」等細緻入微的演技指導。
1993年，她被選為電視劇《好老婆》的女主角後，透過製片人認識了大前輩女演員草笛光子，教她如何為演員做準備。此外，當時她透過觀看向田邦子的作品（例如1993年1月11日播出的電視劇《家族的肖像》）來學習表演，從那時起她就開始了自己的演員生涯。

## 人物
- 畢業於廣島市立可部中學校（日语：広島市立可部中学校）、廣島縣立安古市高等學校（日语：広島県立安古市高等学校）、玉川大學文學院外語系（法文專業）。
- 父親在廣島市經營一家牙科診所[6]。妹妹是前演員戶田麻衣子（日语：戸田麻衣子），弟弟是創作歌手兼牙醫戶田康平（日语：戸田康平）[7]。
- 家族的牙科診所自祖父戶田幸一以來一直在經營，曾在廣島投下原子彈後擔任救災隊，治療倖存者[8]。這段經歷被記錄在廣島市1950年編撰的《原子彈爆炸經歷（日语：原爆体験記 (広島市)）》裡，並被拍成電影。正因為這樣的背景，孫女戶田菜穗也常擔任有關廣島原子彈爆炸的紀錄片的旁白。
- 談到自己的性格，她說從小到大就很爭強好勝，缺乏耐心，但在她的生命中也有一部分隱藏著內心燃燒的東西。她也是那種遇事不糊塗的人[2]。
- 從小就喜歡古色古香的東西，像是古色古香的房子，樸素的東西（就外觀而言）[2]。
- 嗜好是俳句，是在小學5年級的日語課上有機會創作俳句並獲得全班第一名時產生的興趣[2]。從24歲起就成為東京俳句俱樂部的會員，此後每月與其他會員一起創作俳句[2]。2010年她的第一本俳句書出版。其他興趣包括園藝、電影鑑賞、閱讀、音樂鑑賞、三味線[2]、小唄（日语：小唄）。此外，如上所述，她擅長法語，在大學學習過法語，並且還學過一段時間拳擊。
- 作為演員出道後，她夢想著有一天能演出向田邦子的作品，約1995年左右開始，她演出了「向田邦子終戰特別企劃系列」和「新年系列」，實現了這個夢想[3]。
- 2005年，她與當時隸屬於紐約洋基隊的棒球選手松井秀喜的戀情成為熱門話題，雜誌《星期五》還刊登了兩人在巴黎旅行期間在盧浮宮的合影，並發布了一張照片[9]。松井的父親松井昌雄（日语：松井昌雄）曾發表聲明暗示兩人會結婚，但他們於隔年即2006年分手。
- 她在電視劇《庶務二課》的夥伴被稱為「聯誼會」，即使該電視劇播放結束之後，每年也會在居酒屋的包房裡聚會一次，談論目前的近況等[e]。

## 演出

### 電視劇
- 五月風（1991年5月22日，日本電視台）
- 憂鬱的葡萄（日语：葡萄が目にしみる）（1991年9月16日，富士電視台）—主演：飾 岡崎乃里子
- 夏娃就像初戀（日语：キスよりもせつなく#テレビドラマ）（1991年12月16日，TBS）
- 胸口發熱興奮 第1章 Bye Bye My Love（1992年4月1日—22日，TBS）
- 再一次再見（日语：さよならをもう一度 (テレビドラマ)）（1992年4月15日—6月24日，富士電視台）—飾 水野理惠
- 天氣如此悲傷（1992年9月23日，富士電視台）
- 柴門文談情說愛（日语：柴門ふみセレクション）「少女以上，少年未滿」（1992年10月19日，朝日電視台）—主演：飾 清田友子
- 連續電視小說（NHK綜合）
  - 好老婆（日语：ええにょぼ）（1993年4月5日—10月2日）—主演：飾 朝倉（宇佐美）悠希
  - 夏空（2019年9月17日）—飾 奧原夏的母親[10]
  - 紅豆麵包（2025年3月31日—）—飾 柳井千代子[11]
- 惡魔新娘（日语：お願いデーモン!）（1993年11月27日—12月25日，富士電視台）—主演：飾 岩本早苗
- 新春WIDE時代劇（日语：新春ワイド時代劇） 織田信長（日语：織田信長 (1994年のテレビドラマ)）（1994年1月2日，東京電視台）—飾 細川伽羅奢
- 空姐的戀人（日语：スチュワーデスの恋人）（1994年4月12日—6月28日，TBS）—飾 野村奈津
- 你說你想看到大海（日语：海が見たいと君が言って）（1994年9月24日，富士電視台）—飾 葉村水穗
- 寫給母親的短信（1995年4月6日，日本電視台）
- 向田邦子終戰特別企劃系列（TBS）
  - 總有一天會看見藍天（1995年8月7日）
  - 不要說再見，親愛的（1996年8月12日）
  - 螢之宿（1997年8月4日）—飾 靜
  - 昭和生活（1998年8月10日）
  - 早夢（1999年8月9日）
- 八郎一馬力爭上游（日语：人生は上々だ）（1995年10月13日—12月22日，TBS）—飾 早乙女佐織
- 戰後50年特別企劃『櫻花飄落的那一天』（1995年12月24日，MBS、TBS）—飾 佐和子
- 烈火消防隊（日语：炎の消防隊）（1996年4月11日—6月20日，朝日電視台）—飾 結城由香
- 白色之戀2（1996年10月9日—12月25日，日本電視台）—飾 川村景子
- 向田邦子新春系列（TBS）
  - 空之羊（1997年1月6日）—飾 五海
  - 小鳥來的那一天（1999年1月11日）—飾 神林初子
  - 起風了（2001年2月12日）
- 戀戀情深（1997年7月3日—9月18日，富士電視台）—飾 水越麻耶子
- 夢之標本（日语：HTBスペシャルドラマ）（1998年1月15日，北海道電視台、朝日電視台）—主演：飾 直子
- Y氏的鄰居（日语：Y氏の隣人）「善意之城」（1998年4月5日，TBS）—飾 直子
- 庶務二課（第1系列）（1998年4月15日—7月1日，富士電視台）—飾 杉田美園
  - 庶務二課特別篇（特別第1彈）（1998年10月7日）
  - 庶務二課新年特別篇（特別第2彈）（2000年1月2日）
  - 庶務二課 第2系列（2000年4月12日—6月28日）
  - 庶務二課 FINAL 第3系列（2002年7月3日—9月18日）
  - 庶務二課 FOREVER（特別第3彈）（2003年1月1日）
- 來島吧～廣島蒲刈（1998年7月15日，NHK綜合）—主演：飾 美帆
- 奇蹟之人（日语：奇跡の人 (1998年のテレビドラマ)）（1998年10月12日—12月14日，讀賣電視台、日本電視台）—飾 藤原聰子
- 課長島耕作4（1998年12月4日，富士電視台）—飾 岡村由紀
- 多情城市（日语：こいまち） 第9話（1999年，關西電視台、富士電視台）—主演：飾 大石涼子
- 24小時只有謊言（1999年4月1日，TBS）
- 古畑任三郎 第3季「大頭殺人案」（1999年6月1日，富士電視台）—飾 片桐惠
- 松本清張特別企劃『臉』（1999年10月7日，TBS）—主演：飾 井野良子
- TEAM（日语：TEAM (テレビドラマ)）（1999年10月13日—12月22日，富士電視台）—飾 前田季織
  - TEAM 特別篇1（2000年11月3日）
  - TEAM 特別篇2（2001年10月5日）
  - TEAM 特別篇3（2002年9月20日）
  - TEAM 特別篇4（2003年9月26日）
- 戀愛詐欺師（日语：恋愛詐欺師） 第2話（1999年10月28日，朝日電視台）—飾 門倉朝美
- 世界奇妙物語（富士電視台）
  - 世界奇妙物語 春季特別篇 (2000年)「記憶歸零」（2000年3月27日）—飾 野上亞矢子
  - 世界奇妙物語 15週年特別篇「愛妻屋老闆」（2006年3月28日）—飾 平澤依子
- 閃亮的人生 特別篇3（日语：きらきらひかる (漫画)#テレビドラマ）（2000年4月4日，富士電視台）—飾 野田英美
- 花村大介（日语：花村大介） 第9話（2000年8月29日，關西電視台、富士電視台）—飾 三浦溫子
- 永遠的1/2（2000年，TBS）—飾 律師
- 陰陽師（日语：陰陽師 (2001年のテレビドラマ)）（2001年5月22日，NHK綜合）—飾 淑子
- Love Story（2001年4月15日—6月24日，TBS）—飾 蓼科久美子
- 生命的小禮物（2001年9月23日，朝日電視台）
- 淺見光彥系列 第16作 小少爺殺人事件（日语：浅見光彦シリーズ (TBSのテレビドラマ)#沢村一樹版）（2001年9月24日，TBS）—飾 水沼真理子
- 笨蛋三兄弟（2001年12月29日，富士電視台）
- 銀座之戀（日语：ギンザの恋）（2002年1月7日—2月18日，讀賣電視台、日本電視台）—飾 牧野令子
- 喜劇站前系列 Tenamonya站長的奮鬥記（2002年1月18日，富士電視台）
- 命運之戀（2002年2月4日、5日，TBS）—飾 金田美土里
- 熱血小教師（日语：よい子の味方 〜新米保育士物語〜） 第4話（2003年2月8日，日本電視台）—飾 早川有子
- 愛情練習曲 第27回、第28回「花與今晚」（2003年4月，BS日視）
- 鬼鄰居（日语：あなたの隣に誰かいる）（2003年10月7日—12月9日，富士電視台）—飾 有島樹里
- 空姐刑事8（日语：スチュワーデス刑事）（2004年1月16日，富士電視台）—飾 石田佐和子
- 永遠的愛情物語（日语：永遠の恋物語）（2004年2月13日，朝日電視台）
- 離婚女律師（日语：離婚弁護士） 第8話（2004年6月3日，富士電視台）—飾 井上博美
- 全面通緝（日语：逃亡者 RUNAWAY）（2004年7月18日—9月26日，TBS）—飾 永井淳子
- 西部警察 特別篇（日语：西部警察 SPECIAL）（2004年10月31日，朝日電視台）—飾 日下直美
- I'm home 遙遠的返家之路（2004年11月15日—12月16日，NHK綜合）—飾 家路好子
- 大河劇（NHK綜合）
  - 義經（2005年）—飾 輔子（日语：藤原輔子）
  - 軍師官兵衛（2014年）—飾 岩[12]
  - 西鄉殿（2018年）—飾 喜久[13]
- 熟女真命苦（日语：anego）（2005年4月20日—6月22日，日本電視台）—飾 加藤博美
  - 熟女真命苦 特別篇（2005年12月28日）
- 神樂坂署生活安全課2（2006年6月14日，東京電視台）—飾 相原梓
- 14歲媽媽 第8話（2006年11月29日，日本電視台）—飾 池山亞由美
- 役者魂！（日语：役者魂!）（2006年10月17日—12月26日，富士電視台）—飾 福田麻里子
- 迷路的大人們（日语：ウォーカーズ〜迷子の大人たち）（2006年11月11日—12月2日，NHK綜合）—飾 西尾翔子
- My☆Sweet Home（2007年1月23日，日本電視台）—飾 香苗
- 失蹤HOLIDAY（日语：失踪HOLIDAY）（2007年2月10日—3月3日，朝日電視台）—飾 楠木邦子
- 和田現子殺人事件（日语：和田アキ子殺人事件）（2007年2月12日，TBS）—飾 西田美穗
- 老師的秘密（日语：先生の秘密）（2007年8月5日，NHK綜合）—飾 石岡昭子
- 劇集W（WOWOW）
  - 震度0（日语：震度0）（2007年8月12日）—飾 秋吉佐和子
  - 他人之家（2010年4月4日）—飾 貝原映子
  - 死刑基準（2011年9月25日）—飾 永瀨麻梨子
- 孤島法官奮鬥記（日语：ジャッジ 〜島の裁判官奮闘記〜）（2007年10月6日—11月10日，NHK綜合）—飾 三澤麗子
  - 孤島法官奮鬥記II（2008年10月25日—11月22日）
- 花戰 ～京都祗園傳說的藝伎岩崎峰子～（2007年11月23日，富士電視台）—飾 紗江子
- 聖德太子的超改革 ～隋使1400年以來決定日本的男人～（日语：聖徳太子の超改革）（2007年年11月25日，朝日電視台）—飾 推古天皇
- 幻十郎必殺劍（日语：幻十郎必殺剣）（2008年1月18日—3月14日，東京電視台）—飾 志乃
  - 幻十郎必殺劍特別篇 死神復活（2009年4月10日）
- 可以24小時加熱嗎？ ～風雨如磐的便利商店物語～（日语：24時間あたためますか?〜疾風怒涛コンビニ伝〜） 第2章「美食家vs便利商店」（2008年3月15日，日本電視台）—飾 遠藤惠子
- 熱血律師（2008年4月16日—6月18日，日本電視台）—飾 倉木詩織
- 山田太一（日语：山田太一 (脚本家)）特別電視劇 真相與謊言與龍舌蘭酒（日语：本当と嘘とテキーラ）（2008年5月28日，東京電視台）—飾 大澤老師
- 那天、我們的生命輕如薄紙（日语：あの日、僕らの命はトイレットペーパーよりも軽かった）（2008年7月8日，日本電視台）—飾 嘉納靜子
- 81diver 第10話（2008年7月12日，富士電視台）—飾 桐嶋凪
- 岡部警部系列（日语：岡部警部シリーズ） 第3作「十三個墓碑」（2008年9月5日，富士電視台）—飾 山代八重子
- SCANDAL（日语：SCANDAL (2008年のテレビドラマ)）（2008年10月19日—12月21日，TBS）—飾 白石理佐子
- 愛你如昔（日语：あるがままの君でいて）（2008年11月24日，TBS）—飾 堤加奈
- 神之雫（2009年1月13日—3月10日，日本電視台）—飾 霧生涼子
- 連續劇W（WOWOW）
  - 飛上天空的輪胎（2009年3月29日—4月26日）—飾 赤松史繪
  - 馬克斯之山（日语：マークスの山#テレビドラマ）（2010年10月17日—11月14日）—飾 高木真知子
  - 天之方舟（日语：天の方舟#テレビドラマ）（2012年12月9日—2013年1月6日）—飾 宮里富由美
  - 不沉的太陽 第2部（2016年7月10日—9月25日）—飾 鈴木夏子[14][15]
  - 鐵證懸案3 ～真相之門～ 第1話、第2話（2020年12月5日、12日）—飾 日向櫻[16][17]
- 戲劇性巴士（日语：ドラマティックバス） 第二夜 威尼斯（2009年7月15日，NHK綜合）—飾 堅井操
- 工作狂媽媽（日语：働くゴン!）（2009年9月23日，日本電視台）—飾 鏡秀子
- 淺見光彥系列 高千穗傳說殺人事件（日语：浅見光彦シリーズ (TBSのテレビドラマ)#沢村一樹版）（2009年10月5日，TBS）—飾 本澤千惠子
- 仁者俠醫（2009年10月11日—12月20日，TBS）—飾 妙[18]
  - 仁者俠醫 完結篇（2011年4月17日—6月26日）
- 椿山課長之七日間（2009年12月19日，朝日電視台）—飾 椿山由紀[19]
- 筆談女公關 ～母親和女兒、愛和感動的25年。傳達！我的心～（2010年1月10日，MBS、TBS）—飾 河原三春
- 誕辰100週年紀念 松本清張特別電視劇『霧之旗』（日语：霧の旗#2010年版）（2010年3月16日，日本電視台）—飾 河野徑子
- 逃亡律師（日语：逃亡弁護士 成田誠） 第2話（2010年7月13日，關西電視台、富士電視台）—飾 藤原久美子
- 警部柘植京介（日语：警部・柘植京介）（2010年9月13日，TBS）—飾 小暮佐和子
- 遺恨 明治十三年 最後的復仇（日语：遺恨あり 明治十三年 最後の仇討）（2011年2月26日，朝日電視台）—飾 一瀨里
- 畢業本壘打（日语：卒業ホームラン）「在公車上」（2011年3月23日，東京電視台）—飾 末永知美[20]
- BOSS 2nd Season 第3話（2011年5月5日，富士電視台）—飾 山地智子
- 青年黑傑克（2011年4月23日，日本電視台）—飾 間美都子
- 絕對零度 ～特殊犯罪潛入搜查～ Season2 第1話、第2話（2011年7月12日、19日，富士電視台）—飾 朝倉千佳子
- 相棒 season10 第1話（2011年10月19日，朝日電視台）—飾 磯村菜菜美
- 東野圭吾 懸疑故事 第1話「別了，教練」（2012年7月5日，富士電視台）—飾 石上陽子
- Piece（2012年10月6日—12月29日，日本電視台）—飾 成海理沙子
- 科搜研之女 第12系列（2013年1月10日—3月14日，朝日電視台）—飾 芝美紀江
  - 科搜研之女 特別篇4（2013年12月25日）
  - 科搜研之女 第17系列 第17話 第17話（2018年3月15日）
- 被搞錯的男人（日语：間違われちゃった男）（2013年4月13日—6月22日，富士電視台）—飾 大友秋子[21]
- 松本清張逝世20年特別企劃 留守所事件（日语：留守宅の事件#2013年版）（2013年4月24日，東京電視台）—飾 高瀨昌子
- 七場會議（2013年7月13日—8月3日，NHK綜合）—飾 原島江利子
- 特別電視劇 聽見最初的歌（日语：ふるさと (嵐の曲)#テレビドラマ）（2013年9月23日，NHK綜合）—飾 中原美波
- 櫻桃小丸子（2013年10月1日，富士電視台）—飾 葵的母親
- HAMU -公安警察之男-（2014年1月10日，富士電視台）—飾 友澤秋穗[22]
- 午餐的敦子（2015年5月12日—6月30日，NHK BS Premium）—主演：飾 黑川敦子（與蓮佛美沙子雙主演）[23]
- 婚禮前的日子（2015年10月13日—12月15日，TBS）—飾 寺本真理子
- 京都人的秘密樂趣 冬（日语：京都人の密かな愉しみ）（2016年3月19日，NHK BS Premium）—飾 小久保早苗
- Good Partner 無敵律師 最終話（2016年6月16日，朝日電視台）—飾 名木裕子
- 一觸即落（2016年6月28日—8月16日，NHK BS Premium）—飾 小牧莉繪[24]
- 律師倉澤由法之事件簿（2017年1月21日，朝日電視台）—飾 望月冴子
- 也沒有一個這樣子的謊言（日语：嘘なんてひとつもないの）（2017年3月7日—3月28日，NHK BS Premium）—飾 山崎香津子[25]
- 炎之經營者（日语：炎の経営者#テレビドラマ）（2017年3月19日，富士電視台）—飾 谷田部里子[26]
- 懸疑劇 ～有魅力的書店員所選的寶石一書～（日语：ドラマミステリーズ 〜カリスマ書店員が選ぶ珠玉の一冊〜）「妻子的女友們」（2017年4月22日，富士電視台）—飾 廣中志津子
- 返還交涉人 -總有一天會奪回沖繩-（日语：僕は沖縄を取り戻したい 異色の外交官・千葉一夫#テレビドラマ）（2017年8月12日，NHK BS Premium）—飾 千葉惠子[27]
- 派遣女醫X 第5期 第7話（2017年11月23日，朝日電視台）—飾 內神田小百合
- UNNATURAL 第4話（2018年2月2日，TBS）—飾 佐野可奈子[28]
- 三屋清左衛門殘日錄（日语：三屋清左衛門残日録#2016年版）「三十年後重逢」（2018年2月3日，時代劇專門頻道（日语：時代劇専門チャンネル）／BS富士）—飾 松江
- Byplayers ～如果與有名配角同在無人島生活的話～ 劇中劇『島子小姐』（2018年2月7日—3月7日，東京電視台）—飾 戶田菜穗（本人）[29]
- 信用詐欺師JP 最終話（2018年6月11日，富士電視台）—飾 小少爺的母親（西崎信江〈偽者〉）[30]
- 高嶺之花（2018年7月11日—9月12日，日本電視台）—飾 月島瑠璃子
- 不惑橄欖球（日语：不惑のスクラム#テレビドラマ）（2018年9月1日—10月13日，NHK綜合）—飾 坂卷由理[31][32]
  - 不惑橄欖球（日语：不惑のスクラム#テレビドラマ） 特別篇（2019年9月16日）
- 與不是A君的你（日语：Aではない君と）（2018年9月21日，東京電視台）—飾 青葉純子[33]
- 四葉銀行 原島浩美推薦！ ～銀行佳人～（日语：この女に賭けろ#テレビドラマ） 第6話（2019年2月25日，東京電視台）—飾 森下恭子
- W縣警的悲劇（日语：県警の悲劇#テレビドラマ） 第5話「女人的欲望」（2019年8月24日，BS東視）—飾 金井聰美[34]
- 令和元年版 怪談牡丹燈籠 Beauty&Fear（2019年10月6日—10月27日，NHK BS Premium）—飾 阿米[35][36]
  - 怪談牡丹燈籠 異聞「阿露與新三郎」（2019年12月28日）
- 請別在病房裡誦經（日语：病室で念仏を唱えないでください#テレビドラマ） 第7話（2020年2月28日，TBS）—飾 前田鮎子[37]
- 罪惡 ～這樣的愛是罪嗎？～（日语：ギルティ〜鳴かぬ蛍が身を焦がす〜#テレビドラマ）（2020年4月2日—8月6日，讀賣電視台、日本電視台）—飾 小高霞[38]
- 我想被表揚的妄想飯（日语：ホメられたい僕の妄想ごはん） 第9話、第11話（2021年9月5日、19日，BS東視）—飾 中山老師
- 妻子變成小學生。 第7話（2022年3月4日，TBS）—飾 萌子
- 新·信長公記 ～同班同學是戰國武將～（2022年7月24日—9月25日，日本電視台）—飾 日下部雅惠
- 再見的彼端（日语：さよならの向う側 (小説)#テレビドラマ） episode4（2022年10月13日，讀賣電視台、日本電視台）—飾 谷口葉子[39]
- 一橋桐子的犯罪日記（日语：一橋桐子 (76) の犯罪日記#テレビドラマ） 第1話（2022年10月8日，NHK綜合）—飾 松本奈穗美
- 遊戲之子（2022年10月16日—12月11日，TBS）—飾 緒方奏繪[40][41]
- 紅鬍子（日语：赤ひげ (2017年のテレビドラマ)）4（2022年11月4日—12月23日，NHK BS Premium、NHK BS4K）—飾 御種
- HOLIDAY ～江戶的假期～（日语：ホリデイ〜江戸の休日〜）（2023年1月6日，東京電視台）—飾 阿仲[42][43]
- 加拉巴哥（日语：ガラパゴス (小説)#テレビドラマ）（2023年2月6日、13日，NHK BS Premium、BS4K）—飾 田川里美
- 絕對不可能 ～偵探上水流涼子的解析～（2023年，關西電視台、富士電視台）—飾 神崎朱美[44]
- 帝王的長假（日语：テイオーの長い休日）（2023年6月3日—7月29日，東海電視台、富士電視台）—飾 吉田由香里[45]
- 泥濘的餐桌（2023年10月21日—12月16日，朝日電視台）—飾 那須川文子[46]
- Patisserie MON（日语：パティスリーMON#テレビドラマ）（2024年1月11日—3月28日，東京電視台）—飾 大門美津子[47]
- ＃居酒屋新幹線2（日语：＃居酒屋新幹線） 第7話（2024年2月21日，MBS、TBS）—飾 枝野光
- 在你成為野獸之前（日语：君が獣になる前に#テレビドラマ）（2024年4月6日—6月22日，東京電視台）—飾 鹽見優[48]
- 366日（2024年4月8日—6月17日，富士電視台）—飾 水野智津子[49]
- Sky Castle（2024年7月25日—9月26日，朝日電視台）—飾 冴島香織[50]

### 網路電視劇
- 只想告訴你（2023年3月30日，Netflix）—飾 黑沼陽[f][51]
- （2023年12月15日，FOD）—飾 小池真千子[g]
- 宛如阿修羅（2025年1月9日，Netflix）—飾 土屋友子[52][53]

### 電影
- 夏之庭 The Friends（日语：夏の庭 The Friends）（1994年4月9日公開，HERALD ACE（日语：アスミック・エース））—飾 近藤靜香
- 水中的八月（日语：水の中の八月 (映画)）（1995年9月9日公開，Hiru Villa）—飾 葉月洋
- 忘不了你（日语：君を忘れない (映画)）（1995年9月23日公開，日本HERALD電影（日语：角川ヘラルド・ピクチャーズ））—飾 水澤志津子
- 春天情書（日语：(ハル)）（1996年3月9日公開，東寶）—飾 藤間由花（蘿絲）
- F（日语：F (エフ)）（1998年3月14日公開，松竹）—飾 片岡京子
- MIND GAME（1998年4月4日公開，松竹）—飾 田所波子
- 自尊——命運的瞬間（1998年5月23日公開，東映）—飾 新谷明子
- 大約在午夜（日语：真夜中まで）（2001年8月4日公開，東北新社）—飾 車上情侶
- 公車站換衣服的女人（2003年3月15日公開，Argo Project（日语：アルゴ・ピクチャーズ））—主演：飾 高津瑞枝
- 拯救宇宙（日语：COSMIC RESCUE）（2003年7月11日公開，J Storm）—飾 橘明子
- 心魔大審判（日语：スカイハイ (漫画)#キャスト（劇場版））（2003年11月8日公開，東映）—飾 青山響子
- 死之花（日语：死に花#映画）（2004年5月8日公開，東映）—飾 圖書館的美女
- Is-A（日语：Is-A (映画)）（2003年10月9日公開，GP Museum Soft（日语：オールインエンタテインメント））—飾 三村道世
- 八月的聖誕節（日语：8月のクリスマス）（2005年9月23日公開，東芝娛樂（日语：博報堂DYミュージック&ピクチャーズ））—飾 佳苗
- 間宮兄弟（日语：間宮兄弟#映画）（2006年5月13日公開，Asmik Ace（日语：アスミック・エース））—飾 大垣沙織
- 我為你赴死（2007年5月12日公開，東映）—飾 田端良子
- 哀憑歌 ～血眼～（日语：哀憑歌 〜CHI-MANAKO〜）（2008年3月22日公開，Duck Weed）
- 砂時計（2008年4月26日公開，東寶）—飾 植草美和子
- 傳達給你的聲音（日语：きみに届く声）（2008年9月20日公開，Avex）—飾 澤田美佐代
- 和豬豬一起上課的日子（2008年11月1日公開，日活）—飾 甘利花的母親
- 止淚藥（日语：泣きたいときのクスリ）（2009年1月10日公開，SPO（日语：エスピーオー）、Jolly Roger（日语：ジョリー・ロジャー (企業)））—飾 櫻木繪里香[54]
- 棄寶之島：遙與魔法鏡（2009年8月22日公開，東寶）—飾 遙的母親（聲音演出）[55]
- 達令是外國人（日语：ダーリンは外国人#映画）（2010年4月10日公開，東寶）—飾 遼子
- 跟著春天的旅行（日语：春との旅）（2010年5月22日公開，T-JOY（日语：ティ・ジョイ）、Asmik Ace）—飾 津田伸子
- 必死劍鳥刺（日语：必死剣 鳥刺し）（2010年7月10日公開，東映）—飾 睦江[56]
- 實習警犬物語（2010年8月14日，松竹）—飾 番場詩子
- 狗狗心事2『DOG NAP』（2011年1月22日公開，Asmik Ace）—飾 柳田美智子
- 殺戮都市（2011年1月29日公開，東寶）—飾 北倉玲子
- 殺戮都市：完美抉擇（2011年4月23日公開，東寶）—飾 北倉玲子
- 少女們的指南針（日语：少女たちの羅針盤）（2011年5月14日公開，KLOCKWORX、GO CINEMA）—飾 渡見惠子
- 德惠翁主（2017年6月24日日本公開，韓國電影，許秦豪執導）—飾 李方子[57]
- 返還交涉人 -總有一天會奪回沖繩-（日语：僕は沖縄を取り戻したい 異色の外交官・千葉一夫#映画）（2018年6月30日公開，太秦）—飾 千葉惠子[58]
- 旅貓日記（日语：旅猫リポート#映画）（2018年10月26日公開，松竹）—飾 神崎[59]
- 高津川（日语：高津川 (映画)）（2019年11月29日〈中國地方先行公開〉、2022年2月11日公開，Giggly Box）—飾 大畑陽子[60]
- 記憶屋 我不會忘記你（日语：記憶屋#実写映画）（2020年1月17日公開，松竹）—飾 水野里香[61]
- 我太受歡迎了，該怎麼辦？（2020年7月10日公開，松竹）—飾 芹沼光子[62]
- 交錯的想念（2020年8月14日公開，東寶）—飾 山本朱里的母親
- 身穿十二單衣的惡魔（日语：十二単衣を着た悪魔 源氏物語異聞#映画）（2020年11月6日公開，Kino Film（日语：キノフィルムズ））—飾 伊藤明子[63]
- 搖擺的記憶（2020年11月27日公開，KAZUMO）—飾 鹿角由加子[64]
- 科搜研之女 -劇場版-（2021年9月3日公開，東映）—飾 芝美紀江[65]
- 接棒家族（2021年10月29日公開，華納兄弟電影）—飾 早瀨賢人的母親[66]
- 歌唱的人們（2021年11月5日〈廣島縣先行公開〉2022年3月25日公開，Vambuk）—飾 三浦園[67]
- 彬與瑛（2022年8月26日公開，東寶）—飾 階堂聰美[68]
- 沉默的遊行（2022年9月16日公開，東寶）—飾 並木真智子[69]
- 失控的照護（日语：ロスト・ケア#映画）（2023年3月24日公開，日活、東京Theatres）—飾 梅田美繪[70][71]
- 親愛的家（日语：ディア・ファミリー）（2024年6月14日公開，東寶）—飾 川野由希[72]
- 青春格式塔崩壊（日语：青春ゲシュタルト崩壊#映画）（2025年6月13日公開，NAKACHIKA PICTURES）—飾 間宮葉子[73][74]

### 電視動畫
- 最強武將傳 三國演義（2010年，大阪電視台、東京電視台等TXN各局）—飾 小喬[75]

### 教養、紀錄片
- 假日紀錄片（日语：ホリデー・ドキュメンタリー）「把心雕琢在家鄉」（2010年，NHK綜合）—旁白
- Telementary 2014（日语：テレメンタリー）「咬一口的恐怖 兒童與食物過敏作鬥爭」（2014年，北海道電視台製作）—旁白
- NHK俳句（日语：NHK俳句）（2018年4月—2020年，NHK教育）—2018、2019年度第3週、2020年度第1週主持人
- NNN紀錄片（日语：NNNドキュメント）「色彩的記憶 ～“廣島”的復興～」（2019年7月29日、日本電視台系列／廣島電視台製作）—解說
- NNN紀錄片「原爆之繪 高中生所繪出的“廣島”」（2019年8月5日，日本電視台系列／廣島電視台製作）—解說
- RCC電視60週年 令和元年8·6相關特別節目「船言 ～住在廣島的母親～」（2019年8月6日，中國放送）—解說及演出
- NNN紀錄片「我在夢想的國度所見 -流浪的外國技能實習生-」（2021年4月4日，日本電視台系列／四國放送製作）—旁白
- （2024年1月7日—，每月1回（全8回），BS朝日）—旁白[76]
- 安德烈·華依達最愛的「3D浮世繪」 ～人偶藝術家 大野初子的世界～（2024年3月23日，BS日視）[77]

### PV
- 石井龍也（日语：石井竜也）（2002年）
- SUNEOHAIR（日语：スネオヘアー）「headphone music」（2006年）

### 其它
- NHK廣島放送局開台90年紀念音樂會 紅色交響曲 ～連結“紅色”的聲音之旅～（2018年4月30日，NHK綜合、中國地方）—主持人
- 止淚藥（日语：泣きたいときのクスリ）2008
- 京王百貨店（日语：京王百貨店）形象女孩

### 廣告
- 江崎固力果 （1992年）
- 三井生命（日语：大樹生命保険）
- JR北海道
- DHC
- 中國電力

## 著書
- （與大高翔（日语：大高翔）共著，2010年，MAGAZINE HOUSE） ISBN 978-4-8387-2177-1

## 腳註

## 外部連結
- 戶田菜穗｜Horipro （日語）
- 戶田菜穗 （日語）—電視劇檔案資料庫（日语：テレビドラマデータベース）
- 戶田菜穗 （页面存档备份，存于） （日語）—KINENOTE
- 戶田菜穗 （页面存档备份，存于） （日語）—NHK人物錄（日语：NHKアーカイブスポータル）
- ，存于 （日語）—NHK檔案館
- 戶田菜穗 （页面存档备份，存于） （日語）—TVer